# Чернигово (Тверская область)
Черни́гово — деревня в Торжокском районе Тверской области Страшевичского сельского поселения.
Расположена в 35 км к юго-западу от города Торжка, в стороне от автодороги «Торжок—Луковниково» (поворот направо в деревне Богородецкое).
Деревня стоит на реке Исаковке, притоке реки Грязновки.

## Население
| 2010 |
| ---- |
| 4    |

## История
На карте Менде Тверской губернии 1853 года указана деревня Чернигова с 19 дворами.
В настоящее время представляет собой несколько жилых домов (часть из них используется в качестве летних дач). Заброшенные дома частично или полностью разрушены.

## Объекты инфраструктуры
Дорога в деревню грунтовая, разбитая, имеются ямы диаметром более 5 метров. Зимой проезд на легковом автомобиле часто невозможен из-за снежных заносов.
На востоке от деревни находится заброшенный аэродром сельскохозяйственной авиации.
Приезжает автолавка.
Все дома электрифицированы, водонапорная башня питает уличные колонки, канализация отсутствует.

## Аэродром Богородецкое
В километре от деревни расположен недействующий аэродром сельскохозяйственной авиации.
| Параметр                    | Значение                                           |
| --------------------------- | -------------------------------------------------- |
| Код аэродрома ИКАО          | ZEU3                                               |
| Код аэродрома RU            | ЗЕУ3                                               |
| Координаты                  | N56.85140° E034.62407°                             |
| Порог 1                     | N56.85007° E034.62143°                             |
| Порог 2                     | N56.85275° E034.62672°                             |
| Превышение над уровнем моря | 235                                                |
| Основная полоса             | 04/22                                              |
| Магнитный путевой угол      | 037°/217°                                          |
| Истинный путевой угол       | 047°/227°                                          |
| Длина основной ВПП          | 440                                                |
| Ширина основной ВПП         | 20                                                 |
| Покрытие основной ВПП       | Твёрдое (асфальт)                                  |
| Тип                         | Аэродром                                           |
| Освещение ВПП               | Нет                                                |
| Статус                      | Недействующий                                      |
| Принадлежность              | ГА (гражданская авиация)                           |
| Дополнительная информация   | Бывшая площадка АХР (авиационно-химические работы) |

## Природопользование и сельское хозяйство
Лесные массивы вокруг деревни значительно вырублены. Вырубка продолжается. ВПП аэродрома используется в качестве склада древесины перед отправкой.
Колхозный скотный двор сгорел в конце 80-х от удара молнии. Сельскохозяйственные площади заброшены. Многие поля заросли кустарником и деревьями диаметром до 10 см. Заготавливаемое сено хранится в том числе в ангарах аэродрома.
Участились случаи появления в деревне диких животных: лисица, кабан, медведь. Известны случаи разорения медведем пасеки.